# アナウンサー養成スクール一覧
アナウンサー養成スクール一覧（アナウンサーようせいスクールいちらん）は、アナウンサーを目指す人のための養成学校の一覧。アナウンサーのほかタレントなど、放送メディア関連の人材養成校ともなっている。
但し、通ったからといって放送メディアの就職に繋がる保証はなく、放送メディア側も養成スクールに通うことを必須事項として求めていない。
当項では、日本国内で展開する各養成学校を紹介する。

## 日本のおもなスクール
- 圭三塾
- CRS アナウンサー養成講座
- NAWS 名古屋アナウンスワークショップ
- NHK－CTI日本語センター、NHK放送研修センター
- RNCアナウンスカレッジ
- SAY PRODUCTION(セイ プロダクション)セイアカデミー
- SBS学苑パルシェ校講座詳細／フリーアナウンサー協同組合「舎鐘（しゃべる）」
- FREE　WAVE　MEDIA　SCHOOL
- TBSアナウンススクール・TBSVoice
- 学校法人東放学園
- アクセント附属養成所シャイン
- アナウンスクラブ
- アプローズキャリア
- 宇都宮アート&スポーツ専門学校アナウンサー・DJ養成コース
- A&Gアカデミー
- SOプロトークアカデミー
- オスカーアナウンス学院
- 小口絵理子のアナウンススクール
- 押阪忍直接指導話し方教室
- フジテレビ・アナトレ
- スペルバウンド付属養成所
- セイアカデミー
- 声光塾
- セント・フォース　カレッジ（cent. FORCE COLLEGE）
- テレビ朝日アスク
- 九州アナウンスセミナー
- 専門学校東京メディアアカデミー
- 東京アナウンスアカデミー
- 日テレ学院「アナウンサー養成クラス」
- 日本ナレーション演技研究所
- メリディアンアナウンススクール[1]
- メディアシップ
- よこざわけい子 声優・ナレータースクール
- アナウンスカレッジGPLUS
- 東京アナウンスプロ塾
- 若林健治アナウンススクール
- 山本勉強会
- 東京アナウンス塾
- Sankei Media Academy キャスター＆アナウンサー養成スクール
- 三桂PLUS
- ジェイタス